# Asprenas (Cognomen)
Asprenas (lateinisch: „Espen“) ist ein Cognomen der römischen gentes Calpurnia und Nonia.

## Namensträger
- Lucius Nonius Asprenas (Suffektkonsul 36 v. Chr.)
- Lucius Nonius Asprenas (Suffektkonsul 6) (* um 30 v. Chr. † nach 20 n. Chr.)
- Lucius Nonius Asprenas (Suffektkonsul 29)
- Lucius Nonius Calpurnius Asprenas, römischer Suffektkonsul zwischen 70 und 74
- Lucius Nonius Calpurnius Torquatus Asprenas († nach 128), römischer Konsul 94 und 128
- Lucius Nonius Calpurnius Torquatus Asprenas (Suffektkonsul), römischer Suffektkonsul um 151
- Marcus Salvidenus Asprenas, römischer Politiker und Statthalter
- Nonius Asprenas Calpurnius Torquatus, jüngster Sohn des Konsuls von 6, evtl. Vorfahr der Calpurnius Torquatus Asprenas
- Nonius Calpurnius Asprenas, Suffektkonsul
- Publius Nonius Asprenas, römischer Konsul 38
- Publius Nonius Asprenas Caesius Cassianus, römischer Politiker und Statthalter